# Colli Verdi
Colli Verdi (Coi Verd in dialetto oltrepadano) è un comune italiano sparso di 996 abitanti della provincia di Pavia in Lombardia. Fa parte del club dei "Borghi autentici d'Italia".

## Storia
È stato istituito il 1º gennaio 2019 dalla fusione dei comuni di Canevino, Ruino e Valverde.
La sede municipale è situata nella località di Pometo, già capoluogo dell'estinto comune di Ruino.

### Simboli
Lo stemma e il gonfalone sono stati approvati nel 2021 dall'Ufficio Araldico e concessi con decreto del presidente della Repubblica dell'8 luglio 2021.
(D.P.R. 08/07/2021)
Il gonfalone è un drappo di azzurro.

## Monumenti e luoghi di interesse
- Castello di Torre degli Alberi
- Castello di Verde
- Parco del Castello di Verde
- Santuario Nostra Signora di Montelungo

## Società

### Evoluzione demografica
Abitanti censiti

## Amministrazione
| Periodo         | Periodo        | Primo cittadino   | Partito                                                | Carica      | Note   |
| --------------- | -------------- | ----------------- | ------------------------------------------------------ | ----------- | ------ |
| 1º gennaio 2019 | 26 maggio 2019 | Salvatore Gengaro |                                                        | Comm. pref. | [ 10 ] |
| 26 maggio 2019  | 10 giugno 2024 | Sergio Lodigiani  | lista civica di centro-destra: Insieme per Colli Verdi | Sindaco     |        |
| 10 giugno 2024  | in carica      | Sergio Lodigiani  | lista civica di centro-destra: Insieme per Colli Verdi | Sindaco     |        |

### Comunità montane
Fa parte della Comunità Montana Oltrepò Pavese.